# Rüterberg
Rüterberg er en landsby i det nordøstlige Tyskland og samtidig en kommunedel i Dömitz, beliggende i den sydvestlige del af Landkreis Ludwigslust-Parchim i delstaten Mecklenburg-Vorpommern. Rüterberg har i flere århundreder levet af færgeri, fiskeri og landbrug og i nyere tid også af teglværksindustri.
Den mellem Dömitz og Hitzacker ved Elben beliggende landsby befinder sig i UNESCO-Biosfærereservatet Flodlandskabet Elben-Mecklenburg-Vorpommern, ved og omkring Rüterberg. Landsbyen grænser på to sider op til delstaten Niedersachsen. I tiden under den tyske deling var landsbyen, på grund af DDR-forskrifterne for grænsesikring, i 22 år omgivet af et spærreanlæg. Gennem et hegnsystem langs Elben var den adskilt fra Forbundsrepublikken Tyskland.
Den tidligere kommune blev kendt da dens borgere i 1989 udråbte landsbyrepublikken Dorfrepublik Rüterberg. Fra 1991 til 2001 hed den tidligere kommune officielt Rüterberg "Dorfrepublik" 1961 - 1989, efterfølgende til 2002 „Dorfrepublik“ 1967 – 1989. Den 13 juni 2004 blev Rüterberg en del af kommunen Dömitz.  

## Historie
Broda kommer fra det vendiske sprog og betyder "færgested", hvilket tyder på at der meget tidlig har været et vadested på stedet. Borgen "Burg Dömitz" var i 1350 beboet af ridderen Heinrich von der Hude, der på lande- og vandvejene overfaldt købmænd og andre vej- og søfarende.
Rüterberg blev første gang nævnt på skrift i 1370 som den slaviske bondeby "Wendesschen Wenynghen".

Senere hed den Wendisch Wehningen - Broda - Sandwerder. Siden begyndelsen af det 19. århundrede blev der i udkanten af Rüterberg udvundet ler med håndkraft. 
I nærheden af lergraven blev der i 1888 bygget en lerklinkefabrik med egen havn og 1905 et teglværk i by Broda og lidt senere savværket Weber. I klinkefabrikkens mørke, blev hårdt brændte klinker sendt via Elben til Hamborg. Efter Tysklands opdeling blev klinkeproduktionen og dens transport i grænseområdet betragtet som en sikkerhedsrisiko af DDR og på grund af grænsesikringen, ophørte udvindingen af ler i 1967.
I tiden under nazismen blev kommunens vendiske navn Wehningen i 1938 ændret til det nuværende Rüterberg. 

I slutningen af 2. verdenskrig blev både det vestlige og østlige område omkring vejbroen en del af den britiske besættelseszone. Ved et amerikansk luftangreb den 20. april 1945 blev vejbroen over Elben mellem Rüterberg og Dömitz ødelagt og fra den 1. juli 1945 forløb der langs Elben en 95 kilometer lang grænse mellem den vestlige besættelseszone og den sovjetiske besættelseszone, og Rüterberg blev dermed til en grænselandsby. To sovjetiske kommandoer slog sig ned Rüterberg. Befolkningen tilpassede sig og samarbejdede i overvejende grad med de sovjetiske besættere og fra 1949 med DDR.

## DDR-tiden
Efter grundlæggelsen af DDR i 1949 begyndte den første flygtningestrøm mod vest. Rüterbergs indbyggerantal sank fra 1961 til 1989 fra cirka 300 til 180.
Siden 1952 udvidedes grænsesikringen, og DDR oprettede de såkaldte spærreområder. Der blev oprettet et grænsehegn langs Elben og landsbybeboerne i spærreområderne måtte vise deres pas, når de ville ind og ud af området. 1961 tvangsfjernede DDR-myndighederne flere familier til baglandet. 36 huse og gårde forfaldt eller blev fjernet, og grænseanlæggene ved Elben udbyggedes. 
Den 6. juni 1952 kørte en konvoj af lastvogne og biler ind i Rüterberg-Broda. Politibetjente og medlemmer af Stasi stormede og besatte flere bygninger. 24 indbyggere måtte i hast pakke de nødvendigste ting og forlade deres huse. De blev med magt tvunget til at bosætte sig i baglandet. "Aktion Ungeziefer" (aktion utøj) blev også konsekvent gennemført i Rüterberg. Blandt de fordrevne var ejerne af de to teglværker og savværket. 
Den 3. oktober 1961 blev 26 grunde jævnet, enkelte bygninger blev af LPG genbrugt som kalvestalde. Grænseanlæggene langs den østlige side af Elben blev befæstet.
Den 5. april 1963 flygtede ti personer nord for Rüterberg over Elben til Damnatz på en landbrugsvogn, der havde fået to store lukkede rør monteret. I sidste øjeblik blev de reddet af en vesttysk toldbåd.
1967 oprettede DDR det andet inderste grænsehegn langs Elben og dermed også uden om Rüterberg. Landsbyen var dermed selv isoleret fra DDR. Beboerne kunne kun forlade og betræde landsbyen ved at vise deres passagetilladelse ved en bevogtet port. Om natten mellem klokken 23 og 5 var passage ikke mulig. Der har været flere episoder, hvor alvorlige syge ikke har fået lægehjælp. 
1969 begyndte grænsebevogtningssoldaterne i Rüterberg at erstatte de små trætårne med et 11 meter højt betontårn. Tårnet var et såkaldt befalingstårn, besat hele døgnet med en officer og tre soldater og var dermed i stand til at kontrollere hele den daværende kommunes grænseområde. 
1972 flygtede den 18-årige Dietmar Raffel fra Rüterberg. Ved det nuværende mindesmærke "en tre meter høj jernport", svømmede han ud i Elben og blev reddet af en vesttysk toldbåd. Efter sin "Republikflucht" blev hans forældre og søstre tvangsfjernet fra Rüterberg til den nordlige del af Mecklenburg. Faderen der var grænseofficer mistede sit job og måtte senere arbejde en kort periode som røgter på en statsgård.
1981 blev de to teglværker og et savværk fjernet. I Broda var der kun et hus tilbage, beboet af en ansat ved Stasi. 1988 blev det inderste grænsehegn forstærket for en sum af 11 millioner mark. Under byggeriet lykkedes det en mand at flygte. Følgen blev at grænsehegnet forstærkedes med trådhegn og et hundeløbeanlæg.
Fra 1984 var betonvagttårnet ikke bemandet, men blev permanent overvåget af grænsesoldater der havde deres kaserne uden for Rüterberg. 

### Dorfrepublik Rüterberg
Som protest mod den bestående isolation udråbte beboerne den 8. november 1989 Landsbyrepublikken Rüterberg, for at gøre opmærksom på DDR-myndighedernes årelange ydmygelser. Ideen til republikken fik den lokale skræddermester Hans Rasenberger, som i flere år havde beskæftiget sig med kantonernes historie i Schweiz og de derværende landsbyers historie. Da Rasenberger i 1988 fik tilladelse til at besøge sin familie i Vesttyskland, benyttede han lejligheden til at besøge Schweiz.
Rasenberger fik af ministeriet for statssikkerhed tilladelse til at holde et beboermøde den 8 november. Foruden 90 beboere var der mødt repræsentanter fra kredsen "Kreis Ludwigslust", en højere officer fra grænsetropperne og den lokale leder af Deutsche Volkspolizei. Rasenberger havde forberedt og medbragt et dokument om, hvordan man kunne grundlægge en landsbyrepublik med sine egne love og dermed ikke længere lade sig regere af DDR. Samtlige fremmødte stemte for oprettelsen af landsbyrepublikken. Allerede en dag senere faldt Berlinmuren, og siden den 10. november 1989 kunne alle gå frit fra og til Rüterberg. I 11 måneder indtil den 3. oktober 1990, var landsbyen endnu en del af DDR.
Den 14. juli 1991 fik kommunen "Gemeinde Rüterberg" af Mecklenburg-Vorpommerns indenrigsminister retten til at bruge betegnelsen „Dorfrepublik 1961–1989“ (fra 2001 „Dorfrepublik 1967–1989“) som tilføjelse på alle kommunens byskilte. Ved ceremonien for den statslige anderkendelse, var 100 unge fra 19 nationer tilstede. Bestemmelsen varede indtil den 21. oktober 2002 – siden da har landsbyen igen heddet Rüterberg.

## Die Wende
Borgerne i Rüterberg ville med begrebet „Dorfrepublik“ gøre omverdenen opmærksom på deres isolerede liv i DDR-tiden. Tilbage af grænsen omkring Rüterberg er der kun et tre meter høj jernport, den tidligere indgang til landsbyen og det elleve meter høje vagttårn. Kommunen havde planer om at bruge tårnet som udsigtstårn, men en vesttysk familie nåede at købe den af Treuhand, og indrettede den som feriebolig. Samme år blev der bygget et udsigtstårn ved siden af det tidligere vagttårn. 
Efter Die Wende opstod der nye gader og boliger. 1999 åbnedes et lokalmuseum, som blandt andet giver de besøgende et indblik i den dengang isolerede grænsebys liv.  
Den 13. Juni 2004 blev Rüterberg en del af kommunen Dömitz.

## Natur
Området omkring Rüterberg har en rig natur. På grund af grænsesikringen blev den store lergrav i 1967 nedlagt. Mens efterhånden som flere beboere forlod det daværende spærreområde, erobrede naturen det tilbage. I løbet af 10 år opstod der omkring lergraven en løvskov, som blev livsgrundlaget for en mangfoldig dyre- og planteverden. Efterhånden blev lergraven til en lille sø. I nutiden fører en 1,2 km lang sti rundt om den. Stien genspejler ikke kun spor af menneskenes virksomhed, men også en naturudvikling gennem 50 år. Undervejs informerer informationstavler om landskabets natur, geologi og historie. Hvis man læser informationstavlerne alle otte steder, varer turen cirka halvanden time.

## Galleri
- Rüterbergs flag indtil 2002
- Byskilt (2007)
- Trabant foran informationsskilt 1990
- Brevomslag med landsbyepublikkens poststempel
- Hans Rasenberger med flag
- Mindesmærke for delingen af Tyskland
- Mindesmærke for umenneskelighederne i Rüterberg